# 車層景福宮
車層景福宮，位於台灣台北市大安區車層（車罾）地區延吉街，為主祀福德正神之道教廟宇。該廟宇興建於1926年，為中型傳統建築廟宇。另外，該廟宇的組織型態為管理委員會制，祭典日期則是每年農曆之二月初二。